# X Tour
X Tour (pronuncia in inglese Multiply Tour) è il secondo tour mondiale del cantautore Ed Sheeran, a supporto del suo secondo album in studio X (2014).
È iniziato a Osaka, il 6 agosto 2014 e si è concluso ad Auckland, il 12 dicembre 2015.

## Storia
Nel corso del 2013, Ed Sheeran partecipò come artista d'apertura nel Red Tour di Taylor Swift, oltre che ad esibirsi durante gli show stessi. Inoltre, cantò insieme a lei il brano Everything Has Changed, che venne promosso tramite il Summertime Ball e la finale di Britain's Got Talent. Proprio in questo periodo Sheeran lavorò al suo secondo album in studio, ossia X, anticipato dal brano Sing.
Il 14 aprile 2014, dopo la sua performance a Saturday Night Live,  il cantante annunciò il tour per la promozione del suo album, dicendo inoltre che sarebbe stato il primo a svolgersi nelle arene del Nord America.
Quando l'X Tour proseguì nel 2015, l'artista contemporaneo Teddy M prestò a Ed Sheeran una chitarra elettrica Fender Stratocaster arricchita dai suoi disegni. Lo strumento, conosciuto come Green T, venne utilizzato in 18 date e al termine del tour il cantante la restituì a Teddy.
Secondo Pollstar, l'X Tour è il 43º tour di maggior incasso del 2014, con 667.066 biglietti venduti e 33,4 milioni di dollari incassati, mentre è il settimo tour di maggior incasso del 2015, con 1.823.410 biglietti venduti e 117,3 milioni di dollari incassati.

## Scaletta
1. I'm a Mess
2. Lego House
3. Don't
4. Drunk
5. One / Photograph
6. Bloodstream
7. Tenerife Sea
8. Afire Love
9. Runaway
10. Thinking Out Loud
11. Give Me Love
12. I See Fire
13. You Need Me, I Don't Need You
14. The A Team
15. Chasing Cars
16. Sing

### Variazioni
- Nelle due date di Milano (20 novembre 2014 e 27 gennaio 2015), Ed Sheeran eseguì una breve versione di Con te partirò, brano di Andrea Bocelli.

## Date
| Data              | Città               | Stato           | Luogo                                      | Biglietti venduti/Biglietti disponibili | Incasso |      |
| Asia              | Asia                | Asia            | Asia                                       | Asia                                    | Asia    | Asia |
| ----------------- | ------------------- | --------------- | ------------------------------------------ | --------------------------------------- | ------- | ---- |
| 6 agosto 2014     | Osaka               | Giappone        | Amerikamura                                | N.D.                                    | N.D.    |      |
| 8 agosto 2014     | Tokyo               | Giappone        | AgeHa                                      | N.D.                                    | N.D.    |      |
| Europa            |                     |                 |                                            |                                         |         |      |
| 15 agosto 2014    | Hasselt             | Belgio          | Kiewit                                     | N.D.                                    | N.D.    |      |
| 16 agosto 2014    | Chelmsford          | Regno Unito     | Hylands Park                               | N.D.                                    | N.D.    |      |
| 17 agosto 2014    | Weston-under-Lizard | Regno Unito     | Weston Park                                | N.D.                                    | N.D.    |      |
| Nord America      |                     |                 |                                            |                                         |         |      |
| 21 agosto 2014    | Seattle             | Stati Uniti     | WaMu Theater                               | N.D.                                    | N.D.    |      |
| 23 august 2014    | Vancouver           | Canada          | Ambleside Park                             | N.D.                                    | N.D.    |      |
| 26 agosto 2014    | San Jose            | Stati Uniti     | SAP Center                                 | N.D.                                    | N.D.    |      |
| 27 agosto 2014    | Los Angeles         | Stati Uniti     | Staples Center                             | N.D.                                    | N.D.    |      |
| 29 agosto 2014    | Las Vegas           | Stati Uniti     | The Chelsea                                | N.D.                                    | N.D.    |      |
| 30 agosto 2014    | Las Vegas           | Stati Uniti     | The Chelsea                                | N.D.                                    | N.D.    |      |
| 31 agosto 2014    | Glendale            | Stati Uniti     | Gila River Arena                           | N.D.                                    | N.D.    |      |
| 3 settembre 2014  | Kansas City         | Stati Uniti     | Sprint Center                              | N.D.                                    | N.D.    |      |
| 4 settembre 2014  | Cleveland           | Stati Uniti     | Wolstein Center                            | N.D.                                    | N.D.    |      |
| 6 settembre 2014  | Columbia            | Stati Uniti     | Merriweather Post Pavilion                 | N.D.                                    | N.D.    |      |
| 8 settembre 2014  | Filadelfia          | Stati Uniti     | Wells Fargo Center                         | N.D.                                    | N.D.    |      |
| 9 settembre 2014  | Mansfield           | Stati Uniti     | Xfinity Center                             | N.D.                                    | N.D.    |      |
| 11 settembre 2014 | Charlotte           | Stati Uniti     | Time Warner Cable Arena                    | N.D.                                    | N.D.    |      |
| 12 settembre 2014 | Duluth              | Stati Uniti     | Arena at Gwinnett Center                   | N.D.                                    | N.D.    |      |
| 13 settembre 2014 | Nashville           | Stati Uniti     | Bridgestone Arena                          | N.D.                                    | N.D.    |      |
| 15 settembre 2014 | Minneapolis         | Stati Uniti     | Target Center                              | N.D.                                    | N.D.    |      |
| 16 settembre 2014 | Rosemont            | Stati Uniti     | Allstate Arena                             | N.D.                                    | N.D.    |      |
| 17 settembre 2014 | Auburn Hills        | Stati Uniti     | The Palace of Auburn Hills                 | N.D.                                    | N.D.    |      |
| 18 settembre 2014 | Toronto             | Canada          | Air Canada Centre                          | N.D.                                    | N.D.    |      |
| 20 settembre 2014 | Las Vegas           | Stati Uniti     | MGM Grand Garden Arena                     | N.D.                                    | N.D.    |      |
| Europa            |                     |                 |                                            |                                         |         |      |
| 29 settembre 2014 | Londra              | Regno Unito     | Roundhouse                                 | N.D.                                    | N.D.    |      |
| 3 ottobre 2014    | Dublino             | Irlanda         | 3Arena                                     | N.D.                                    | N.D.    |      |
| 4 ottobre 2014    | Dublino             | Irlanda         | 3Arena                                     | N.D.                                    | N.D.    |      |
| 5 ottobre 2014    | Dublino             | Irlanda         | 3Arena                                     | N.D.                                    | N.D.    |      |
| 6 ottobre 2014    | Dublino             | Irlanda         | 3Arena                                     | N.D.                                    | N.D.    |      |
| 8 ottobre 2014    | Belfast             | Regno Unito     | Odyssey Arena                              | N.D.                                    | N.D.    |      |
| 9 ottobre 2014    | Belfast             | Regno Unito     | Odyssey Arena                              | N.D.                                    | N.D.    |      |
| 11 ottobre 2014   | Leeds               | Regno Unito     | First Direct Arena                         | N.D.                                    | N.D.    |      |
| 12 ottobre 2014   | Londra              | Regno Unito     | The O2 Arena                               | N.D.                                    | N.D.    |      |
| 13 ottobre 2014   | Londra              | Regno Unito     | The O2 Arena                               | N.D.                                    | N.D.    |      |
| 14 ottobre 2014   | Londra              | Regno Unito     | The O2 Arena                               | N.D.                                    | N.D.    |      |
| 15 ottobre 2014   | Londra              | Regno Unito     | The O2 Arena                               | N.D.                                    | N.D.    |      |
| 19 ottobre 2014   | Birmingham          | Regno Unito     | Genting Arena                              | N.D.                                    | N.D.    |      |
| 20 ottobre 2014   | Birmingham          | Regno Unito     | Genting Arena                              | N.D.                                    | N.D.    |      |
| 22 ottobre 2014   | Nottingham          | Regno Unito     | Capital FM Arena                           | N.D.                                    | N.D.    |      |
| 23 ottobre 2014   | Nottingham          | Regno Unito     | Capital FM Arena                           | N.D.                                    | N.D.    |      |
| 25 ottobre 2014   | Newcastle upon Tyne | Regno Unito     | Metro Radio Arena                          | N.D.                                    | N.D.    |      |
| 27 ottobre 2014   | Manchester          | Regno Unito     | Manchester Arena                           | N.D.                                    | N.D.    |      |
| 28 ottobre 2014   | Manchester          | Regno Unito     | Manchester Arena                           | N.D.                                    | N.D.    |      |
| 30 ottobre 2014   | Glasgow             | Regno Unito     | SSE Hydro                                  | N.D.                                    | N.D.    |      |
| 31 ottobre 2014   | Glasgow             | Regno Unito     | SSE Hydro                                  | N.D.                                    | N.D.    |      |
| 3 novembre 2014   | Amsterdam           | Paesi Bassi     | Ziggo Dome                                 | N.D.                                    | N.D.    |      |
| 4 novembre 2014   | Bruxelles           | Belgio          | Forest National                            | N.D.                                    | N.D.    |      |
| 5 novembre 2014   | Düsseldorf          | Germania        | ISS Dome                                   | N.D.                                    | N.D.    |      |
| 6 novembre 2014   | Amburgo             | Germania        | Barclaycard Arena                          | N.D.                                    | N.D.    |      |
| 11 novembre 2014  | Copenaghen          | Danimarca       | Forum Copenaghen                           | N.D.                                    | N.D.    |      |
| 12 novembre 2014  | Stoccolma           | Svezia          | Ericsson Globe                             | N.D.                                    | N.D.    |      |
| 14 novembre 2014  | Berlino             | Germania        | Max-Schmeling-Halle                        | N.D.                                    | N.D.    |      |
| 15 novembre 2014  | Stoccarda           | Germania        | Porsche-Arena                              | N.D.                                    | N.D.    |      |
| 17 novembre 2014  | Monaco di Baviera   | Germania        | Olympiahalle                               | N.D.                                    | N.D.    |      |
| 18 novembre 2014  | Francoforte         | Germania        | Festhalle Frankfurt                        | N.D.                                    | N.D.    |      |
| 19 novembre 2014  | Zurigo              | Svizzera        | Maag Halle                                 | N.D.                                    | N.D.    |      |
| 20 novembre 2014  | Milano              | Italia          | Alcatraz                                   | N.D.                                    | N.D.    |      |
| 22 novembre 2014  | Villeurbanne        | Francia         | Le Transbordeur                            | N.D.                                    | N.D.    |      |
| 24 novembre 2014  | Barcellona          | Spagna          | Palau Sant Jordi                           | N.D.                                    | N.D.    |      |
| 25 novembre 2014  | Madrid              | Spagna          | Barclaycard Center                         | N.D.                                    | N.D.    |      |
| 27 novembre 2014  | Parigi              | Francia         | Bataclan                                   | N.D.                                    | N.D.    |      |
| 28 novembre 2014  | Newcastle upon Tyne | Regno Unito     | Metro Radio Arena                          | N.D.                                    | N.D.    |      |
| 29 novembre 2014  | Birmingham          | Regno Unito     | Genting Arena                              | N.D.                                    | N.D.    |      |
| Nord America      |                     |                 |                                            |                                         |         |      |
| 4 dicembre 2014   | San Francisco       | Stati Uniti     | The Masonic                                | N.D.                                    | N.D.    |      |
| Europa            |                     |                 |                                            |                                         |         |      |
| 7 dicembre 2014   | Londra              | Regno Unito     | The O2 Arena                               | N.D.                                    | N.D.    |      |
| 15 dicembre 2014  | Zugspitze           | Germania        | Panorama Lounge                            | N.D.                                    | N.D.    |      |
| 22 gennaio 2015   | Londra              | Regno Unito     | Broadcasting House                         | N.D.                                    | N.D.    |      |
| 26 gennaio 2015   | Roma                | Italia          | PalaLottomatica                            | N.D.                                    | N.D.    |      |
| 27 gennaio 2015   | Milano              | Italia          | Mediolanum Forum                           | N.D.                                    | N.D.    |      |
| 28 gennaio 2015   | Zurigo              | Svizzera        | Hallenstadion                              | N.D.                                    | N.D.    |      |
| 30 gennaio 2015   | Amnéville           | Francia         | Galaxie Amnéville                          | N.D.                                    | N.D.    |      |
| 1 febbraio 2015   | Clermont-Ferrand    | Francia         | Zénith de Clermont-Ferrand                 | N.D.                                    | N.D.    |      |
| 2 febbraio 2015   | Parigi              | Francia         | Zénith de Paris                            | N.D.                                    | N.D.    |      |
| 3 febbraio 2015   | Nantes              | Francia         | Zénith de Nantes                           | N.D.                                    | N.D.    |      |
| 12 febbraio 2015  | Praga               | Repubblica Ceca | Tipsport Arena                             | N.D.                                    | N.D.    |      |
| 13 febbraio 2015  | Varsavia            | Polonia         | Torwar Hall                                | N.D.                                    | N.D.    |      |
| 15 febbraio 2015  | Vilnius             | Lituania        | Siemens Arena                              | N.D.                                    | N.D.    |      |
| 16 febbraio 2015  | Riga                | Lettonia        | Arena Riga                                 | N.D.                                    | N.D.    |      |
| 17 febbraio 2015  | Tallinn             | Estonia         | Saku Suurhall                              | N.D.                                    | N.D.    |      |
| Asia              |                     |                 |                                            |                                         |         |      |
| 27 febbraio 2015  | Mascate             | Oman            | Shangri-La's Barr Al Jissah Resort and Spa | N.D.                                    | N.D.    |      |
| 1 marzo 2015      | Mumbai              | India           | Mahalaxami Racecourse                      | N.D.                                    | N.D.    |      |
| 3 marzo 2015      | Doha                | Qatar           | Qatar National Convention Centre           | N.D.                                    | N.D.    |      |
| 5 marzo 2015      | Dubai               | Emirati Arabi   | Dubai Media City                           | N.D.                                    | N.D.    |      |
| 7 marzo 2018      | Shangai             | Cina            | Mercedes-Benz Arena                        | N.D.                                    | N.D.    |      |
| 8 marzo 2015      | Seul                | Corea del Sud   | SK Olympic Handball Gymnasium              | N.D.                                    | N.D.    |      |
| 10 marzo 2015     | Hong Kong           | Hong Kong       | AsiaWorld–Arena                            | N.D.                                    | N.D.    |      |
| 12 marzo 2015     | Manila              | Filippine       | Mall of Asia Arena                         | N.D.                                    | N.D.    |      |
| 14 marzo 2015     | Singapore           | Singapore       | Star Theatre                               | N.D.                                    | N.D.    |      |
| 16 marzo 2015     | Kuala Lumpur        | Malaysia        | Plenary Hall                               | N.D.                                    | N.D.    |      |
| Oceania           |                     |                 |                                            |                                         |         |      |
| 20 marzo 2015     | Brisbane            | Australia       | Riverstage                                 |                                         |         |      |
| 21 marzo 2015     | Brisbane            | Australia       | Riverstage                                 |                                         |         |      |
| 22 marzo 2015     | Brisbane            | Australia       | Riverstage                                 |                                         |         |      |
| 24 marzo 2015     | Sydney              | Australia       | Sydney Entertainment Centre                |                                         |         |      |
| 25 marzo 2015     | Sydney              | Australia       | Sydney Entertainment Centre                |                                         |         |      |
| 26 marzo 2015     | Sydney              | Australia       | Sydney Entertainment Centre                |                                         |         |      |
| 28 marzo 2015     | Melbourne           | Australia       | Rod Laver Arena                            |                                         |         |      |
| 29 marzo 2015     | Melbourne           | Australia       | Rod Laver Arena                            |                                         |         |      |
| 30 marzo 2015     | Melbourne           | Australia       | Rod Laver Arena                            |                                         |         |      |
| 1 aprile 2015     | Adelaide            | Australia       | Adelaide Entertainment Centre              |                                         |         |      |
| 2 aprile 2015     | Adelaide            | Australia       | Adelaide Entertainment Centre              |                                         |         |      |
| 4 aprile 2015     | Perth               | Australia       | Perth Arena                                | N.D.                                    | N.D.    |      |
| 5 aprile 2015     | Perth               | Australia       | Perth Arena                                | N.D.                                    | N.D.    |      |
| 8 aprile 2015     | Christchurch        | Nuova Zelanda   | Horncastle Arena                           | N.D.                                    | N.D.    |      |
| 10 aprile 2015    | Wellington          | Nuova Zelanda   | TSB Bank Arena                             | N.D.                                    | N.D.    |      |
| 11 aprile 2015    | Auckland            | Nuova Zelanda   | Vector Arena                               | N.D.                                    | N.D.    |      |
| 12 aprile 2015    | Auckland            | Nuova Zelanda   | Vector Arena                               | N.D.                                    | N.D.    |      |
| Sud America       |                     |                 |                                            |                                         |         |      |
| 19 aprile 2015    | Bogotà              | Colombia        | Centro de Eventos Bima                     | N.D.                                    | N.D.    |      |
| 21 aprile 2015    | Lima                | Perù            | Jockey Club del Perù                       | N.D.                                    | N.D.    |      |
| 23 aprile 2015    | Santiago del Cile   | Cile            | Estadio Nacional Julio Martínez Prádanos   | N.D.                                    | N.D.    |      |
| 25 aprile 2015    | Buenos Aires        | Argentina       | Estadio Luna Park                          | N.D.                                    | N.D.    |      |
| 26 aprile 2015    | Buenos Aires        | Argentina       | Estadio Luna Park                          | N.D.                                    | N.D.    |      |
| 28 aprile 2015    | São Paulo           | Brasile         | Espaço das Americas                        | N.D.                                    | N.D.    |      |
| 29 aprile 2015    | São Paulo           | Brasile         | Espaço das Americas                        | N.D.                                    | N.D.    |      |
| 30 aprile 2015    | Rio de Janeiro      | Brasile         | Jeunesse Arena                             | N.D.                                    | N.D.    |      |